# Gilpinia virens
Gilpinia virens é uma espécie de insetos himenópteros, mais especificamente de moscas-serra pertencente à família Diprionidae.
A autoridade científica da espécie é Klug, tendo sido descrita no ano de 1812.
Trata-se de uma espécie presente no território português.